# Gräfenberg-Ring

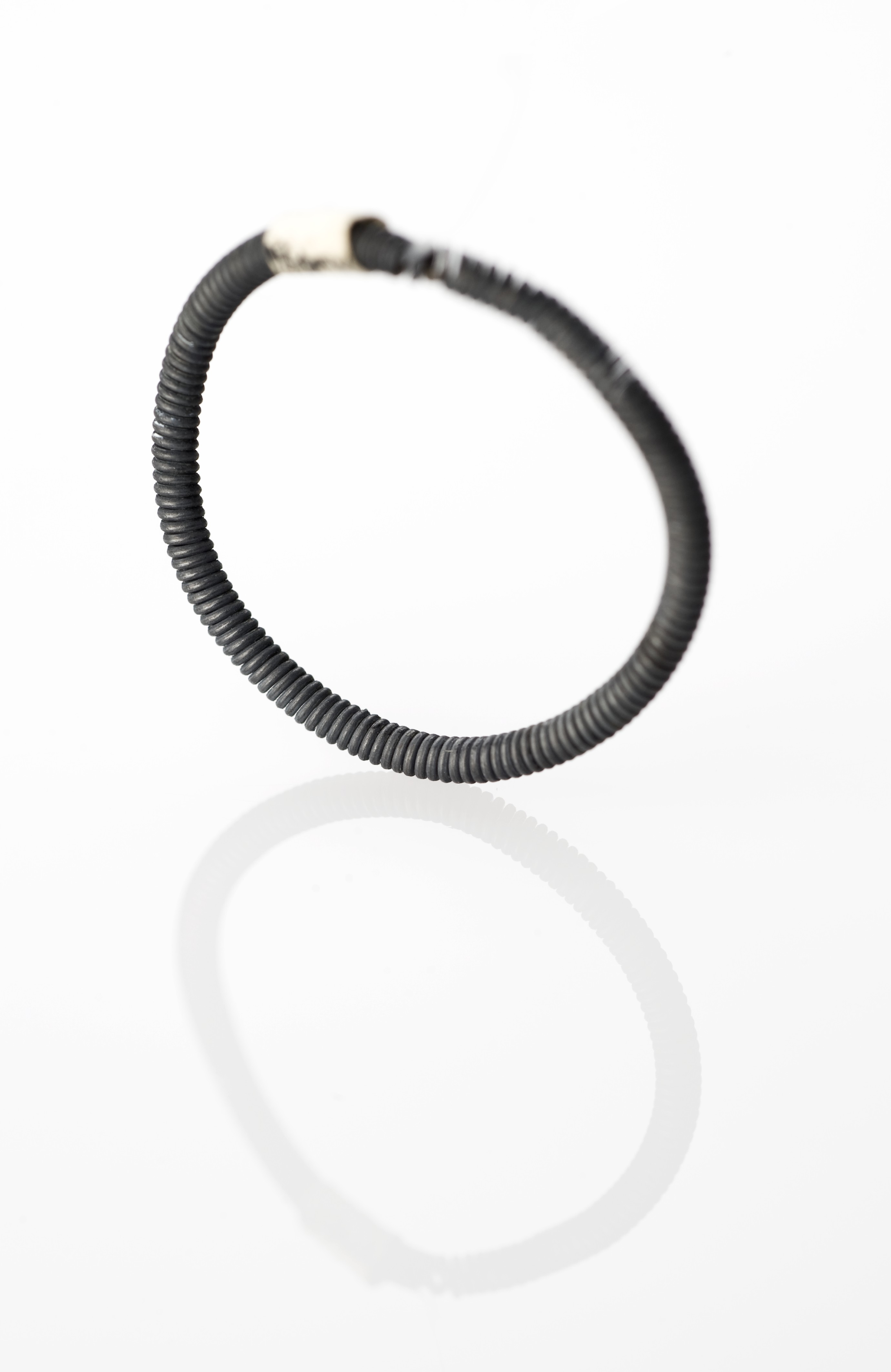
Gräfenberg-Ring

Der Gräfenberg-Ring war eines der ersten Intrauterinpessare, welches vom deutschen Mediziner Ernst Gräfenberg entwickelt wurde. Es handelte sich dabei um einen mit Silberdraht umwickelten Ring, der in die Gebärmutter gelegt wurde und keine Verbindung zur Scheide hatte.

## Geschichte
Gräfenberg referierte bereits 1928 über seine Entwicklung, doch erst 1959, zwei Jahre nach Gräfenbergs Tod, fand seine Erfindung Anerkennung als Verhütungsmethode.
Bereits 1929 legte er Ergebnisse einer Studie an 1.100 Frauen vor, die eine Schwangerschaftsrate von drei Prozent bei Einsatz eines Ringes aus Seide ergaben. Im Jahr darauf konnte er Ergebnisse eines Versuches mit Silberspiralen vorweisen, die es auf eine Schwangerschaftsrate von 1,6 Prozent brachten. Zu den besseren der Ergebnisse trug wesentlich bei, dass das verwendete Silber einen Kupferanteil von um 26 % aufwies. Die Wirkung der Kupferionen in diesem Zusammenhang wurde jedoch erst etwa 40 Jahre später bekannt.
Dieser Ring war in Gebrauch, bis er in den 60er-Jahren durch Kunststoff-Pessare ersetzt wurde. Die Benutzung des Gräfenberg-Rings war seinerzeit weniger gefährlich und der Ring konnte länger liegen bleiben als konventionelle Pessare. Im Unterschied zu diesen sollen Entzündungen, Verletzungen und auch Todesfälle beim Gräfenberg-Ring nicht aufgetreten sein. Es gab jedoch auch Berichte über derartige Komplikationen.
Der japanische Arzt Tenrei Ota hatte etwa zur gleichen Zeit einen ähnlichen Ring entwickelt. Er verwendete dafür Gold und Silber und fügte eine starre Mittelscheibe ein, um eine Ausstoßung zu verhindern. Ota- und Gräfenberg-Ringe sind im Fernen Osten teilweise immer noch in Gebrauch.